# تشارلز آلفين جونز
تشارلز آلفين جونز (بالإنجليزية: Charles Alvin Jones)‏ هو محامي وقاضي أمريكي، ولد في 27 أغسطس 1887، وتوفي في 22 مايو 1966.